# JR貨物UT14C形コンテナ
UT14C形コンテナ（UT14Cがたコンテナ）は、日本貨物鉄道（JR貨物）輸送用として籍を編入している、20 ft形の私有コンテナ（タンクコンテナ）である。

## 概要
本形式の数字部位 「 14 」は、コンテナの容積を元に決定される。このコンテナ容積14 m3の算出は、厳密には端数四捨五入計算の為に、内容積13.5 m3 - 14.4 m3の間に属するコンテナが対象となる。また形式末尾のアルファベット一桁部位 「 C 」は、コンテナの使用用途（主たる目的）が 「 危険品の輸送 」を表す記号として付与されている。

## 特記事項
本形式は番台に関係なく、幅広い危険品の輸送に携わっている。また積載品目によっては、物理的なタンク容積限界量・法律上の輸送毎における、積載上限数の制限など様々な要素が絡んだ上で、最大積載数が大きく変わってくるという現状がある。その様な規制の中で、企業側は昨今の環境問題や大量生産による生産原価の低下なども厳しく追及しているために、コンテナ一基当たりの大量輸送によるメリットも求められて来ている。
このような物流事情に鑑み、当形式では通常の積載規制値を超える13.5tから現在の最大総重量上限となる24 tまでに対応した、8000番台の登録が盛んに行なわれている現状がある。

## 番台毎の概要

### 5000番台

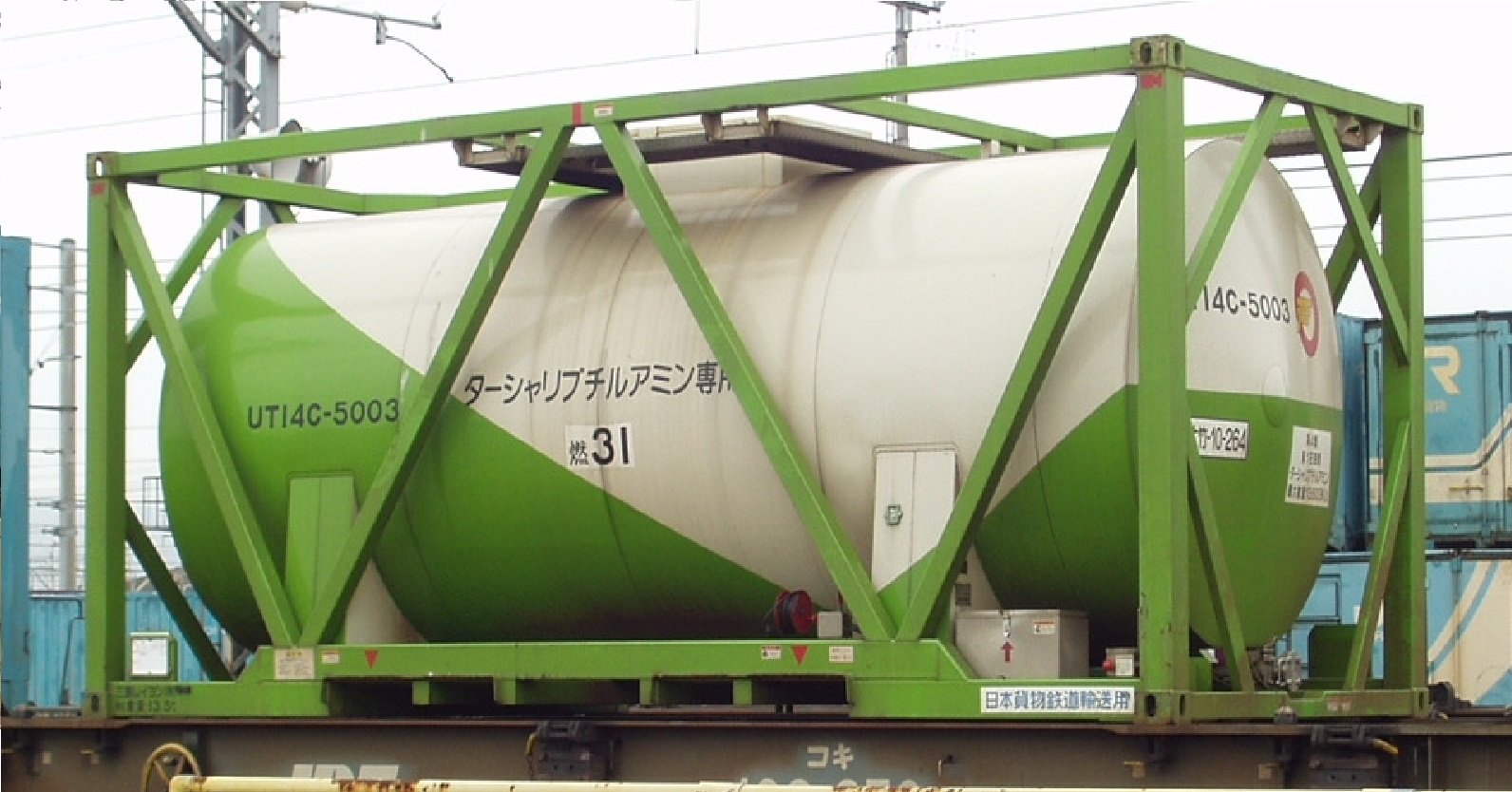
UT14C-5003　日本石油輸送（三菱レイヨン借受）所有。（旧、西岡山駅にて、2003年5月7日撮影）

5001 ・ 5002
日本石油輸送所有（ダイヤニトリックス借受）、ターシャリブチルアミン専用。タンク保護枠付き四角形外観。2段積可能。
※登りハシゴは、長手面の片側のみに設置。
　　↓
日本石油輸送所有（三菱レイヨン借受）、ターシャリブチルアミン専用。
　　↓
吉田運送所有、アクリルニトリル専用へ変更。
5003
日本石油輸送所有（ダイヤニトリックス借受）、ターシャリブチルアミン専用。タンク保護枠付き四角形外観。2段積可能。
※登りハシゴは、長手面の片側のみに設置。
　　↓
日本石油輸送所有（三菱レイヨン借受）、ターシャリブチルアミン専用。

### 8000番台

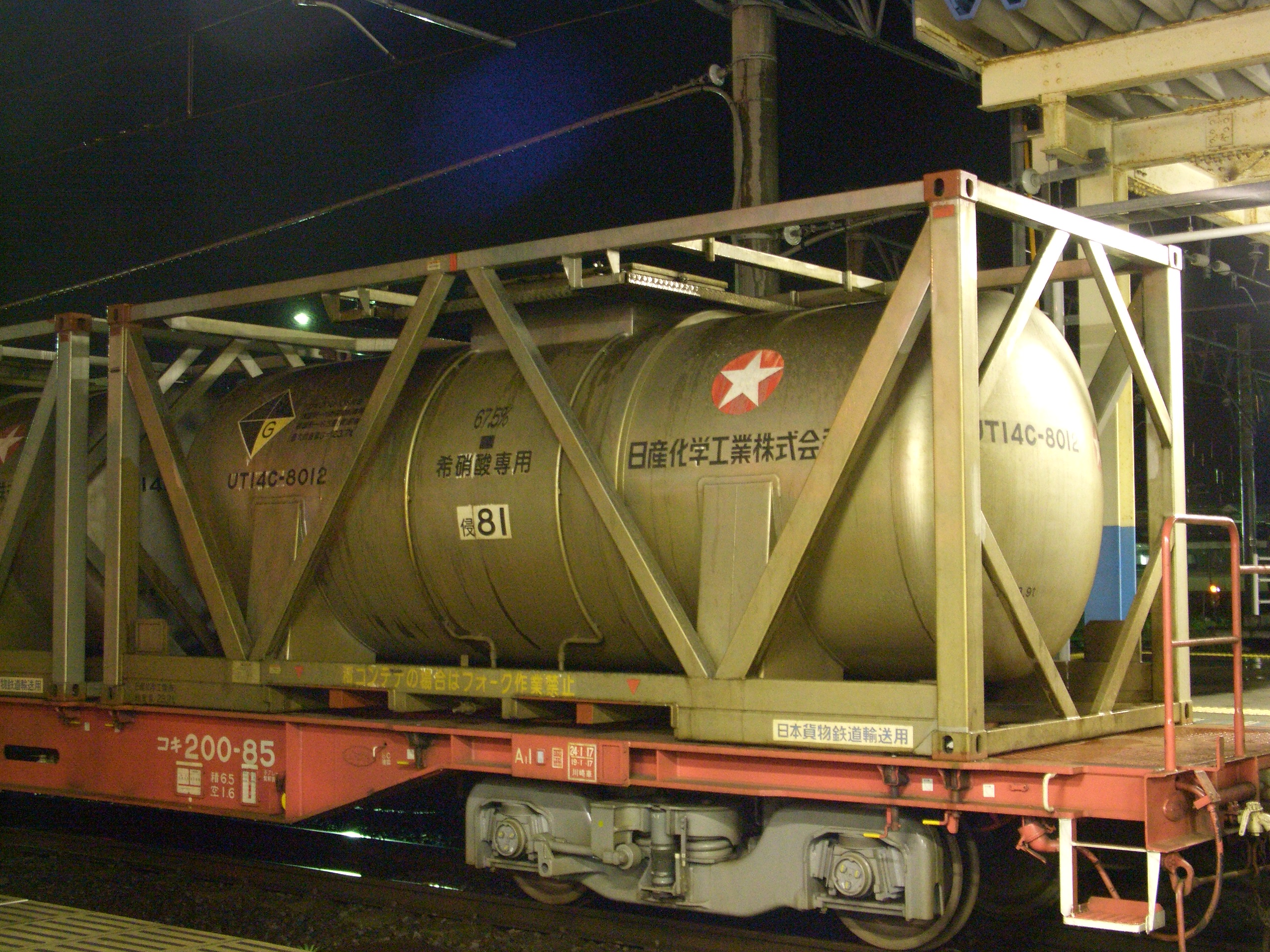
UT14C-8012（直江津駅ホームより、2007年7月14日撮影）

8001 - 8030
・8001 - 8024
日産化学工業所有、希硝酸専用。希硝酸の濃度別に62%用･67.5%用･74%用がある。
最大総重量19.5t（規格外ハローマーク(G=総重量)付き）。コキ200形・コキ106形専用。速星駅 - 川崎貨物駅・名古屋貨物ターミナル駅間専用。日本車両製造。タンク保護枠付き四角形外観。2段積可能。

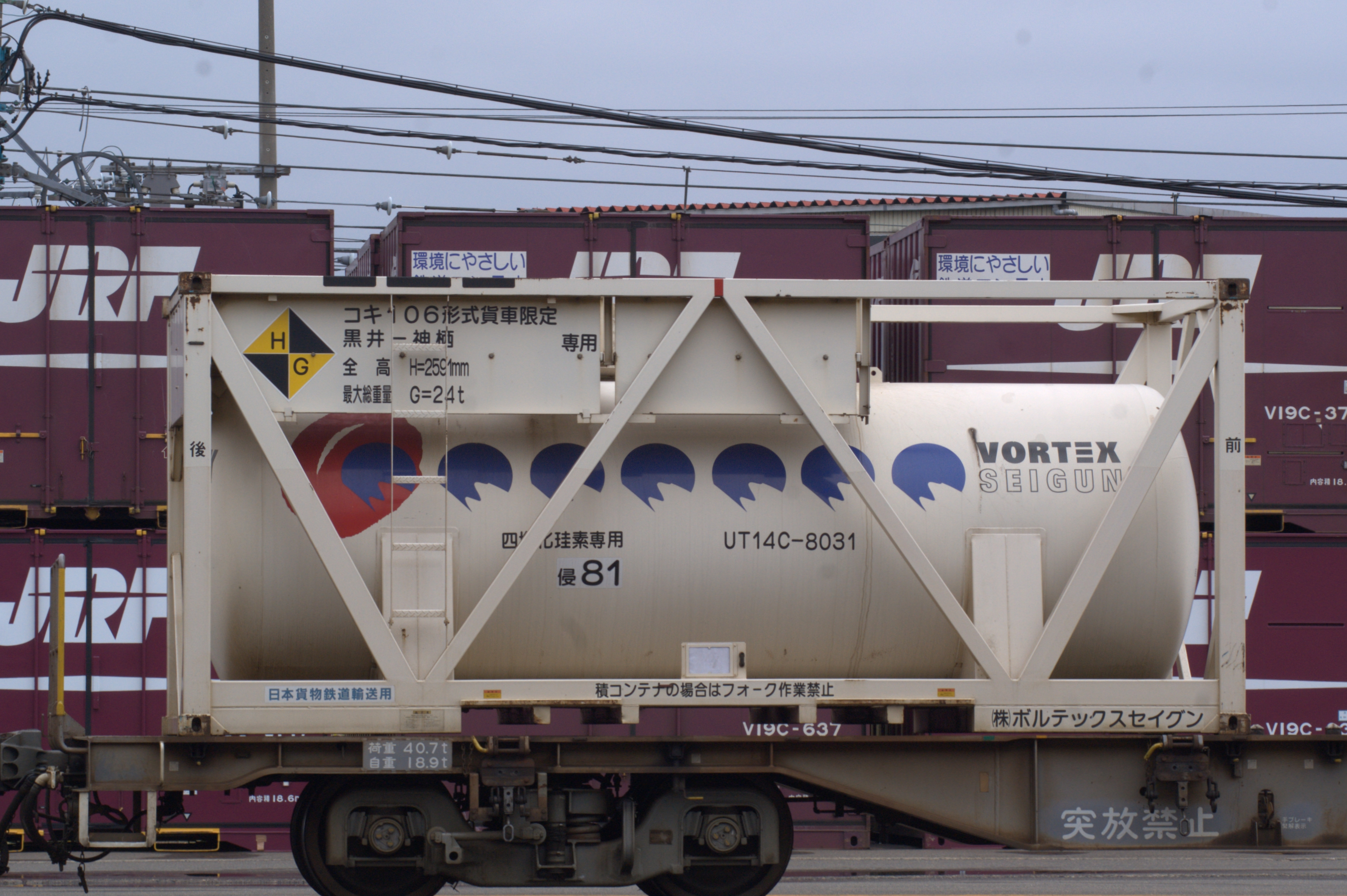
UT14C-8031（黒井駅にて、2010年4月28日撮影）

・8025 - 8030
日産化学工業所有、希硝酸 (67.5%) 専用。最大総重量23.7t（規格外ハローマーク(G=総重量)付き）。コキ200形・コキ106形専用。速星駅 - 川崎貨物駅・名古屋貨物ターミナル駅間専用。日本車両製造。タンク保護枠付き四角形外観。2段積可能。
8031 - 8033
ボルテックスセイグン所有、四塩化珪素専用。全高2591mm（規格外ハローマーク(H=全高)付き）･最大総重量24t（規格外ハローマーク(G=総重量)付き）・自重4.2t。コキ106形積載限定。黒井駅－神栖駅間専用。タンク保護枠付き四角形外観。2段積可能。
8034 - 8046
中央通運所有、四塩化珪素専用。全高2591mm（規格外ハローマーク(H=全高)付き）･最大総重量24t（規格外ハローマーク(G=総重量)付き）。コキ50000積載禁止。タンク保護枠付き四角形外観。2段積禁止。両側面端枠柱に、前・後の方向区分表示付き。
8047
日陸所有、アセトニトリル専用。最大総重量13.8t（規格外ハローマーク(G=総重量)付き）。タンク保護枠付き四角形外観。2段積可能。両側面端枠柱に、前・後の方向区分表示付き。

## 外部サイト
- コンテナの絵本
- コンテナ日和